# 天齐锂业
天齐锂业（深交所：002466；港交所：9696）是一家中国的锂业公司。

## 歷史
天齐锂业總部位於中國四川省成都市。2010年於深圳证券交易所上市。與贛鋒鋰業同被視為兩家中國主要的锂业公司之一，於2021年全球鋰生產收入中排名第三。
2022年於香港證券交易所上市。
天齐锂业持有美國上市的智利矿业化工（SQM）的股份。2023年4月智利政府宣布將實施鋰業國有化計劃，令SQM及天齐的股價均受挫。